# Me, Natalie
Me, Natalie (bra: Uma Garota Avançada; prt: Sou Eu, a Natália) é um filme estadunidense de 1969 do gênero comédia dramática, dirigido por Fred Coe, estrelado por Patty Duke e James Farentino, e coestrelado por Salome Jens, Nancy Marchand, Elsa Lanchester e Martin Balsam. O roteiro de A. Martin Zweiback foi baseado em uma história de Stanley Shapiro.
A trama retrata a história de uma jovem mulher do Brooklyn que se muda para Greenwich Village e encontra um romance com um aspirante a pintor casado.
A produção marcou a estreia cinematográfica de Al Pacino.

## Sinopse
Desde criança, a adolescente do Brooklyn Natalie Miller (Patty Duke) sempre se considerou feia. Apesar do incentivo de Edna (Nancy Marchand), sua mãe, de que ela se tornaria bonita conforme o tempo passasse, Natalie nunca acreditou nisso. Quando Sidney (Philip Sterling), seu pai, suborna Morris (Bob Balaban), um jovem optometrista, para sair com ela, Natalie descobre a artimanha e decide sair de casa. Ela aluga um apartamento da excêntrica Srta. Dennison (Elsa Lanchester) no Greenwich Village e consegue um emprego no "Topless Bottomless Club".
Natalie se atrai por seu vizinho do andar de baixo, David Harris (James Farentino), um arquiteto, que deixou o emprego por três meses para seguir sua paixão pela pintura. Os dois começam um relacionamento amoroso, mas sua felicidade é interrompida quando ela descobre que David é casado com Diane (Dagne Crane), uma bela mulher rica, com quem tem dois filhos. Essa revelação faz Natalie questionar tudo ao seu redor, especialmente seus próprios desejos e sentimentos.

## Elenco
- Patty Duke como Natalie Miller
  - Robyn Morgan como Natalie (aos 7 anos)
- James Farentino como David Harris
- Salome Jens como Shirley Norton
- Nancy Marchand como Edna Miller
- Elsa Lanchester como Srta. Dennison
- Martin Balsam como Harold Miller
- Philip Sterling como Sidney Miller
- Deborah Winters como Betty Simon
  - Melinda Blachley como Betty (aos 10 anos)
- Ron Hale como Stanley Dexter
- Bob Balaban como Morris
- Al Pacino como Tony
- Catherine Burns como Hester
- Ann Thomas como Sra. Schroder
- Matthew Cowles como Harvey Belman
- Milt Kamen como Cirurgião Plástico
- Dagne Crane como Diane Harris
- Robert Frank como Freddie
- Dennis Allen como Max
- Milo Boulton como Sr. Wilson
- Cavada Humphrey como Sra. Remington
- Susan Lucci como Líder de Torcida
- Dorothea Duckworth como Sra. Wilson
- Cathy Burns como Hester
- Peter Turgeon como Advogado

## Produção
Em outubro de 1967, a Cinema Center Films, uma nova subsidiária de produção de filmes da Columbia Broadcasting System, anunciou que estava planejando fazer vinte e dois filmes com um orçamento combinado estimado de US$ 60 milhões, começando com "With Six You Get Eggroll" (1968), estrelado por Doris Day. Quatro meses depois, a empresa anunciou um investimento de US$ 20,5 milhões em negativos, cópias e publicidade para cinco filmes, incluindo "Me, Natalie", previstos para serem finalizados ou produzidos até julho de 1968.
Howard Morris estava escalado para ser o diretor, mas acabou não tendo nenhum envolvimento com a produção. Fred Coe, que havia anteriormente produzido "O Milagre de Anne Sullivan" (1962), pelo qual Patty Duke ganhou o Oscar de melhor atriz coadjuvante, foi escalado para dirigir o filme. James Farentino foi emprestado pela Universal Pictures para contracenar com Duke.
As filmagens começaram em 24 de junho de 1968, com locações em Ocean Parkway, Brighton Beach, Coney Island, Ponte do Brooklyn e Greenwich Village.
Na época, Duke estava no meio de inúmeras crises pessoais, cronicamente deprimida após um aborto espontâneo, finalizando "O Vale das Bonecas" (1968) – filme que ela supostamente odiava – se separando do marido e se reconectando com a mãe depois de anos. Durante uma entrevista, ela disse: "Não durmo há quatro dias. Estou dolorida por ter feito todas as minhas acrobacias no filme, andei em minha própria motocicleta e até pulei no Rio East".
As obras do pintor Nathan Wasserberger foram utilizadas no filme como as pinturas produzidas pelo personagem David Harris.

## Recepção
Vincent Canby, em sua crítica para o The New York Times, chamou o filme de "uma confusão artificial de piadas e sentimentalismo", e acrescentou: "Locais e uma trilha sonora pegajosa de Henry Mancini e Rod McKuen estão entre as coisas que constantemente afetam Me, Natalie. Outra é a aparente indecisão de Coe sobre se o filme é um estudo de personagem ou uma comédia engraçada. Na maioria das vezes, são apenas piadas, entregues de forma abrasiva pela Srta. Duke, que é ainda menos eficaz ao transmitir pathos".
Roger Ebert, para o Chicago Sun-Times, escreveu que o filme é "tão convencional e piegas quanto o requentado Young at Heart ... um filme agradável, muito engraçado às vezes ... Patty Duke, como Natalie, oferece uma performance maravilhosa".
A revista TV Guide considera o filme "um tanto insosso", mas chama Duke de "uma maravilha", e acrescenta: "Se fosse interpretado por uma atriz menos talentosa, os resultados poderiam parecer mais estereotipados, mas Duke é convincente".

## Prêmios e indicações
| Ano  | Cerimônia                       | Categoria                                                                    | Indicado                   | Resultado | Ref.   |
| ---- | ------------------------------- | ---------------------------------------------------------------------------- | -------------------------- | --------- | ------ |
| 1970 | Globo de Ouro                   | Melhor atriz em comédia ou musical                                           | Patty Duke                 | Venceu    | [ 14 ] |
| 1970 | Grammy                          | Melhor trilha sonora original escrita para um filme ou especial de televisão | Henry Mancini & Rod McKuen | Indicado  | [ 15 ] |
| 1970 | Writers Guild of America Awards | Melhor roteiro original                                                      | A. Martin Zweiback         | Indicado  | [ 16 ] |

## Mídia doméstica
A produção está sob licença da CBS Studios. Em 22 de julho de 2016, o filme foi lançado em DVD pela Via Vision Entertainment. Em 5 de maio de 2020, foi lançado em Blu-ray pela Kino Lorber.